# Eleutherodactylus antillensis
Eleutherodactylus antillensis é uma espécie de anfíbio anuro da família Eleutherodactylidae. Está presente em Panamá, Ilhas Virgens Americanas, Ilhas Virgens Britânicas, Porto Rico. Foi introduzida em Panamá.